# Вархуман
Вархуман (Варгоман, Авархуман; согд. βrxwm’n’ [Avarxumān, букв. «Несущий Благую Мысль» из др.-ир. *Bara(t)-wahumanah- или *Bara(t)-humanah-]; ок. 640—690) — 2-й ихшид (властелин) Согда в 655—690 годах. В китайских источниках — Фухумань.

## Жизнеописание

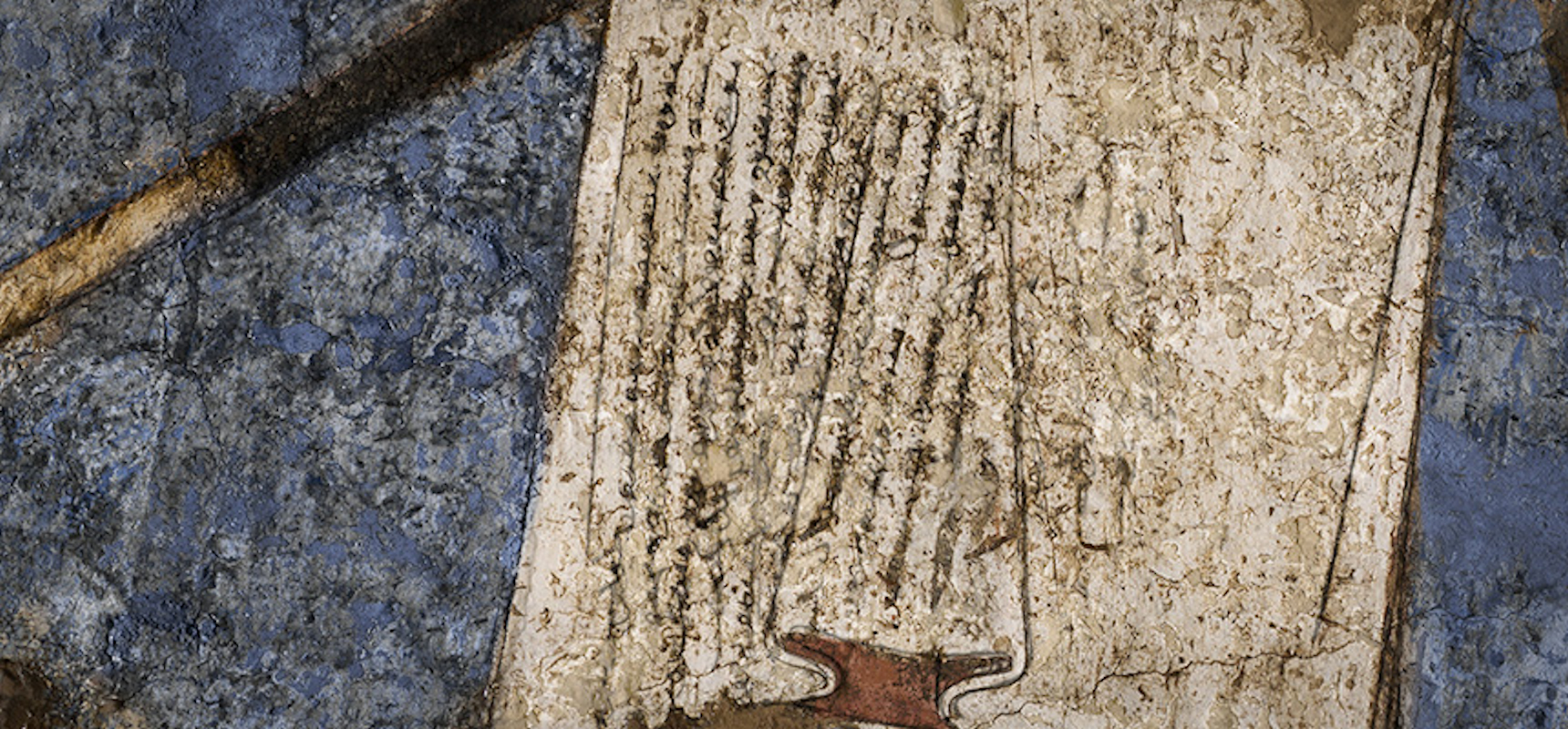
Согдийская надпись Афрасиаба с упоминанием Вархумана

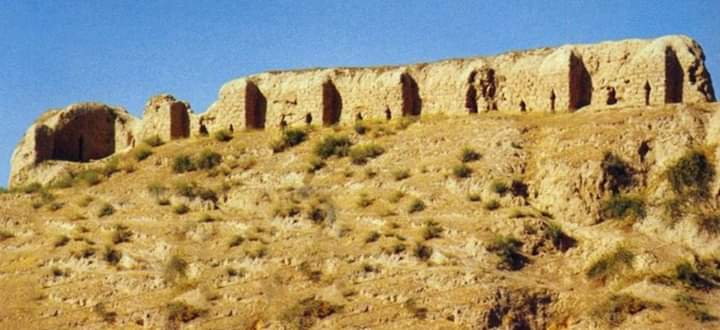
Зубчатая часть стены развалин Афрасиаба, Самарканд

Сын ихшида Шишпира. Известен из афрасиабских фресок в Самарканде, где изображены его встречи с посольствами из разных стран. Занял трон в 655 году. В 658 году подтвердил признание превосходства империи Тан. В то же время получил от китайцев титул дуду, а Согд был подчинён генерал-губернатору области Кангюй.
Способствовал укреплению последней в Центральной Азии. Продолжил чеканить монеты, утверждённые Шишпиром, а затем первым стал чеканить на них собственное имя. В первый период господства (до 670 года) государство приобрело политический, экономический и культурный подъём. Символом мощи стало возведение роскошного дворца ихшида в Самарканде.

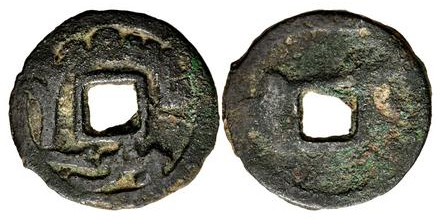
Монеты Вархумана, ок. 650—675 гг.

В 675 году арабский эмир Саид ибн Усман ворвался в Согд, разорив значительные земли. Вместо этого в 676 году Вархуман заключил союз с Хутак-хатун, регентшей Бухары, получил отряд от тюркского кагана Дучжи-хана. В 677 году эмир захватил Самарканд, ограбил дворец ихшида, отправил в Медину 50 знатных согдийцев, казнённых за отказ принимать ислам. Сам Вархуман должен был признать превосходство Омейядского халифата.
Впрочем, в 683 году в Халифате началась ожесточённая борьба за власть, что позволило Вархуману восстановить независимость. Умер в 690 году. Ему наследовал сын Тукаспадак.

## Фрески Афрасиаба

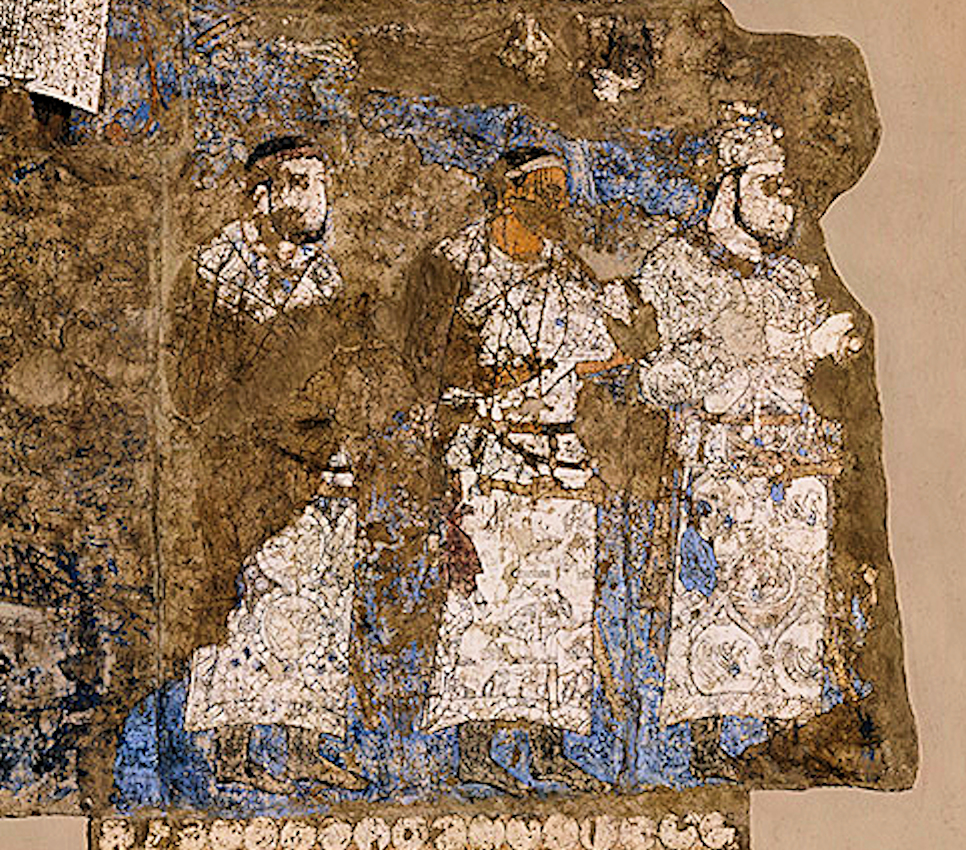
Послы из Чаганиана (центральная фигура, надпись на шее) и Чача (современный Ташкент) к ихшиду самаркандскому Вархуману. 648-651 гг. н. э., фрески Афрасиаба, Самарканд[4][5].
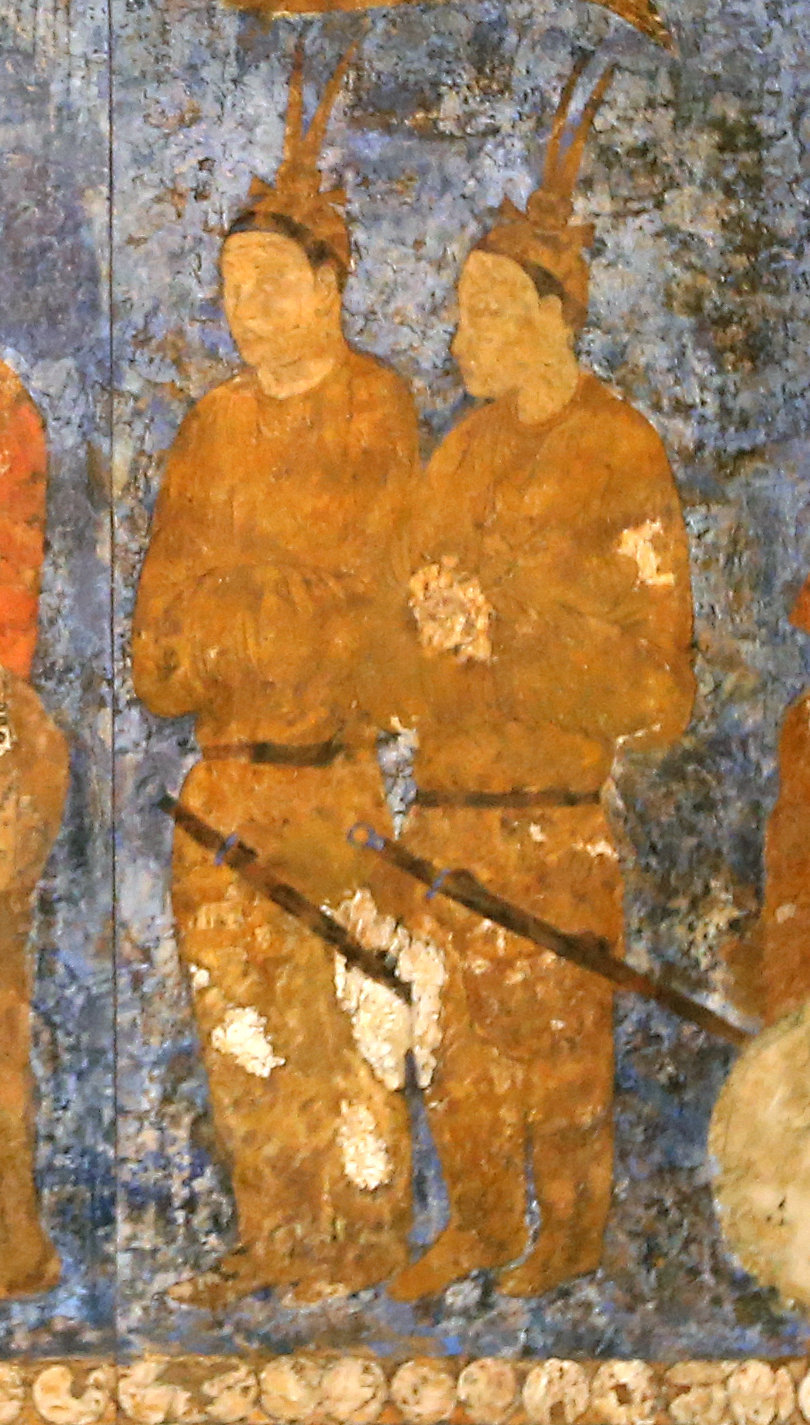
Корейский (Когурё)[6] послы во время аудиенции у царя Самарканда Вархумана. Их можно узнать по двум перьям на макушке[7]. 648-651 гг. н. э., Афрасиаб, Самарканд[4][8].
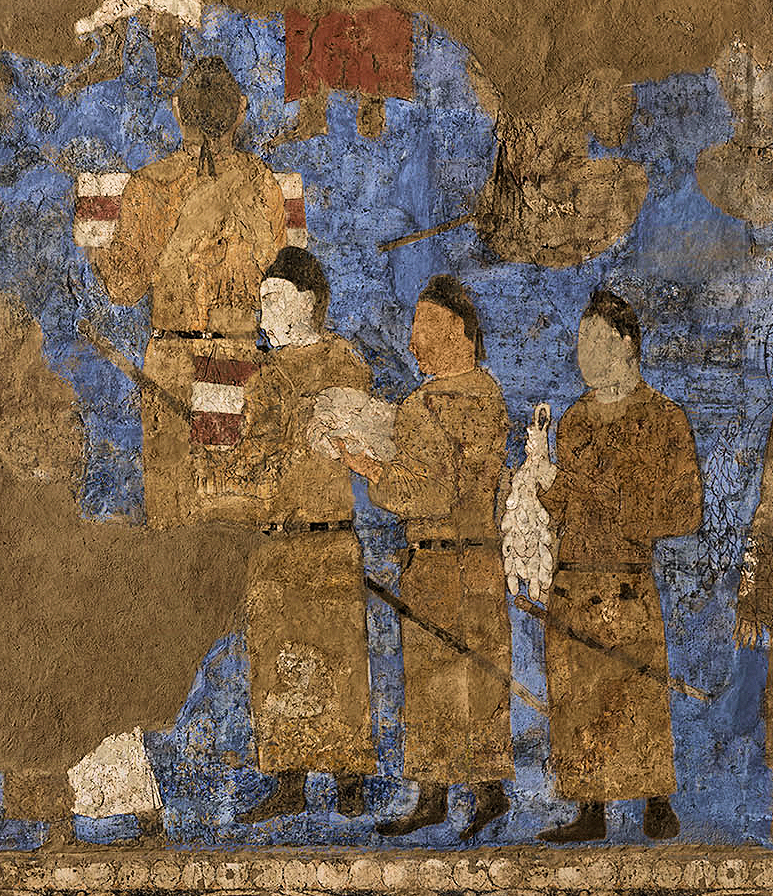
Эмиссары империи Тан при дворе Вархумана в Самарканде несут шёлк и нить коконов тутового шелкопряда, 648-651 гг. н. э., фрески Афрасиаба, Самарканд